# 西脇克治
西脇 克治（にしわき よしはる、1951年（昭和26年）10月9日生まれ）は、半導体デバイス及びファームウエアのエンジニア、事業家。
1958年　学習院初等科に入学、学習院中等科を経て1970年、学習院高等科卒業。1971年　慶應義塾大学工学部に入学、1975年慶応義塾大学工学部電気工学科を卒業。同年4月に沖電気工業株式会社入社、ロジックLSI事業部、メモリLSI事業部、OKIオプティカルコンポーネントカンパニープレジデントを経て、沖エンジニアリング株式会社常務取締役。
メモリLSI事業部在籍中の1991年よりEIAJ（現JEITA）半導体標準化委員会メモリWG主査として半導体メモリ標準化活動に従事。国内各社の合意案をEIAJ（日本）提案としてEIA/JEDEC標準化委員会へ提案。リエゾンとして活動し、シンクロナスDRAM、低電圧駆動高速デバイスインターフェースの標準化に貢献した。
一方、スポーツ団体活動では、1952年の日本バレーボール協会公認審判員資格取得から1987年審判規則委員会委員、2001年運営理事、2013年業務執行理事・事務局長を務め、同時に1996年～2006年国際バレーボール連盟（FIVB）ルール委員会委員、2012年～2015年スポーツイベント評議会委員、アジアバレーボール連盟スポーツイベント評議会委員を歴任し、2015年6月まで活動を続けバレーボールの発展に貢献した。

## 経歴・人物
【職業歴】
1975年　沖電気工業に入社。バイポーラ型半導体のレイアウト設計に従事。
1978年10月　アメリカ合衆国カリフォルニア州サンタクララOKI Semiconductorに出向。
1980年12月　電子デバイス事業部総合技術部マイコン技術部マイコンシステム課へ復職。
1988年4月　電子デバイス営業本部SE部へ異動。カスタマーエンジニアとしてワンチップマイコン
　　　　　　のAPシステム開発を担当。
1990年4月　同　メモリ事業部に異動。標準化活動に従事。EIAJ集積回路委員会メモリWG主査。
1998年4月　同　本社総合企画室主幹
2003年4月　OKIコンポーネントカンパニー プレジデント
2004年4月　沖エンジニアリング株式会社取締役
2010年4月　同常務取締役、2013年10月退任。
〈社外委員会歴〉
1992年～1998年　日本電子機械工業会（EIAJ：現JEITA）メモリWG主査
1993年～1995年　同　低電圧WG特別委員
1993年～1998年　米国電子工業会（EIA）半導体標準化委員会（JEDEC）メモリ委員会（JC-42）
　　　　　　　　　及び低電圧委員会（JC-16）議長団リエゾンメンバー
※1999年5月　EIAよりEIAJ代表としてEIA/JEDEC委員会への貢献に対し感謝状受賞。
【バレーボール活動歴】
〈国内〉
1997年4月－2007年3月　（財）日本バレーボール協会審判規則委員会委員
1997年4月－2001年3月　　同　国際競技委員会委員
2001年4月－2007年3月　　同　運営理事
2012年6月－2013年10月　同　国際事業本部長。
2013年11月－2015年3月　同　業務執行理事事務局長　兼　国際事業本部長。
　　　　　　　　　　　　　2014年日本バレーボールリーグ機構理事を兼務。
〈国際〉
1986年11月－2006年10月　国際バレーボール連盟（FIVB）ルール委員会委員。
2006年11月－2015年7月　  国際バレーボール連盟World League Supervisor。
2012年  1月－2015年11月　アジアバレーボール連盟（AVC）スポーツイベントカウンシル委員。
2013年10月－2015年11月　国際バレーボール連盟スポーツイベントカウンシル委員。
※2000年シドニーオリンピックReferee Subcommittee Member（審判統括役員）
※2004年アテネオリンピック　Referee Subcommittee Member（審判統括役員）

## 著述
- 「プログラムメモリ,データメモリなどによる外部回路とのインターフェイス」電子技術, 1986年12月号[4]

## 制定に関与した標準規格
EIAJ ED5001 3.3V電源電圧仕様
EIAJ ED5002 2.5V電源電圧仕様
EIAJ ED5003 1.8V電源電圧仕様
EIAJ ED5511 シンクロナス・グラフィックRAM及びシンクロナス・ビデオRAM標準機能仕様
EIAJ ED5512 3.3V用スタブ直列終端型論理（SSTL-3）標準機能仕様
EIAJ ED5513 2.5 V用スタブ直列終端型論理（SSTL-2）標準機能仕様
EIAJ ED5514 プロセッサ搭載メモリ・モジュール（PEMM）動作仕様標準
EIAJ ED5515 2.5 V用スタブ直列終端型論理（SSTL-2）差動入力信号規格
注）実質的な国際標準規格の制定機関であった米国電子工業会(EIA) JEDEC JC-42 Memory Committee及びJC-16Low Voltage High Speed Interface Committeeと日本電子機械工業会（EIAJ）集積回路標準会委員会の両標準化組織の標準規格として制定された。

## 家族・親族
妻：美紀子　　　父：鷹司信兼（鷹司信煕_二男）
　　　　　　　　母：鷹司八重子（藤波紫雪_長女）
父：西脇昌治　祖父：西脇健治　（西脇国三郎_二男）
　　　　　　　祖母：西脇淑子　（酒井忠宝_四女）
母：西脇美子　祖父：多久龍三郎（多久乾一郎_三男）
　　　　　　　祖母：多久明子　（小笠原長幹_長女）